# Radmirovac
Radmirovac (izvirno srbsko Радмировац) je naselje v Srbiji, ki upravno spada pod Občino Svrljig; slednja pa je del Niškega upravnega okraja.

## Demografija
V naselju živi 188 polnoletnih prebivalcev, pri čemer je njihova povprečna starost 57,5 let (55,7 pri moških in 59,3 pri ženskah). Naselje ima 77 gospodinjstev, pri čemer je povprečno število članov na gospodinjstvo 2,60.
To naselje je, glede na rezultate popisa iz leta 2002, večinoma srbsko, a v času zadnjih treh popisov je opazno zmanjšanje števila prebivalcev.
|  |

| Demografija | Demografija     | Demografija     |
| Leto        | Št. prebivalcev | Št. prebivalcev |
| ----------- | --------------- | --------------- |
|             |                 |                 |
|             |                 |                 |
|             |                 |                 |
|             |                 |                 |
| 1948        | 528             |                 |
| 1953        | 539             |                 |
| 1961        | 478             |                 |
| 1971        | 436             |                 |
| 1981        | 375             |                 |
| 1991        | 274             | 272             |
| 2002        | 202             | 200             |
|             |                 |                 |

| Etnična sestava po popisu iz leta 2002 | Etnična sestava po popisu iz leta 2002 | Etnična sestava po popisu iz leta 2002 | Etnična sestava po popisu iz leta 2002 | Etnična sestava po popisu iz leta 2002 |
| -------------------------------------- | -------------------------------------- | -------------------------------------- | -------------------------------------- | -------------------------------------- |
| Srbi                                   | Srbi                                   |                                        | 197                                    | 98,5%                                  |
| Makedonci                              | Makedonci                              |                                        | 1                                      | 0,5%                                   |
| Neznano                                | Neznano                                |                                        | 2                                      | 1,0%                                   |